# 泰根塞山

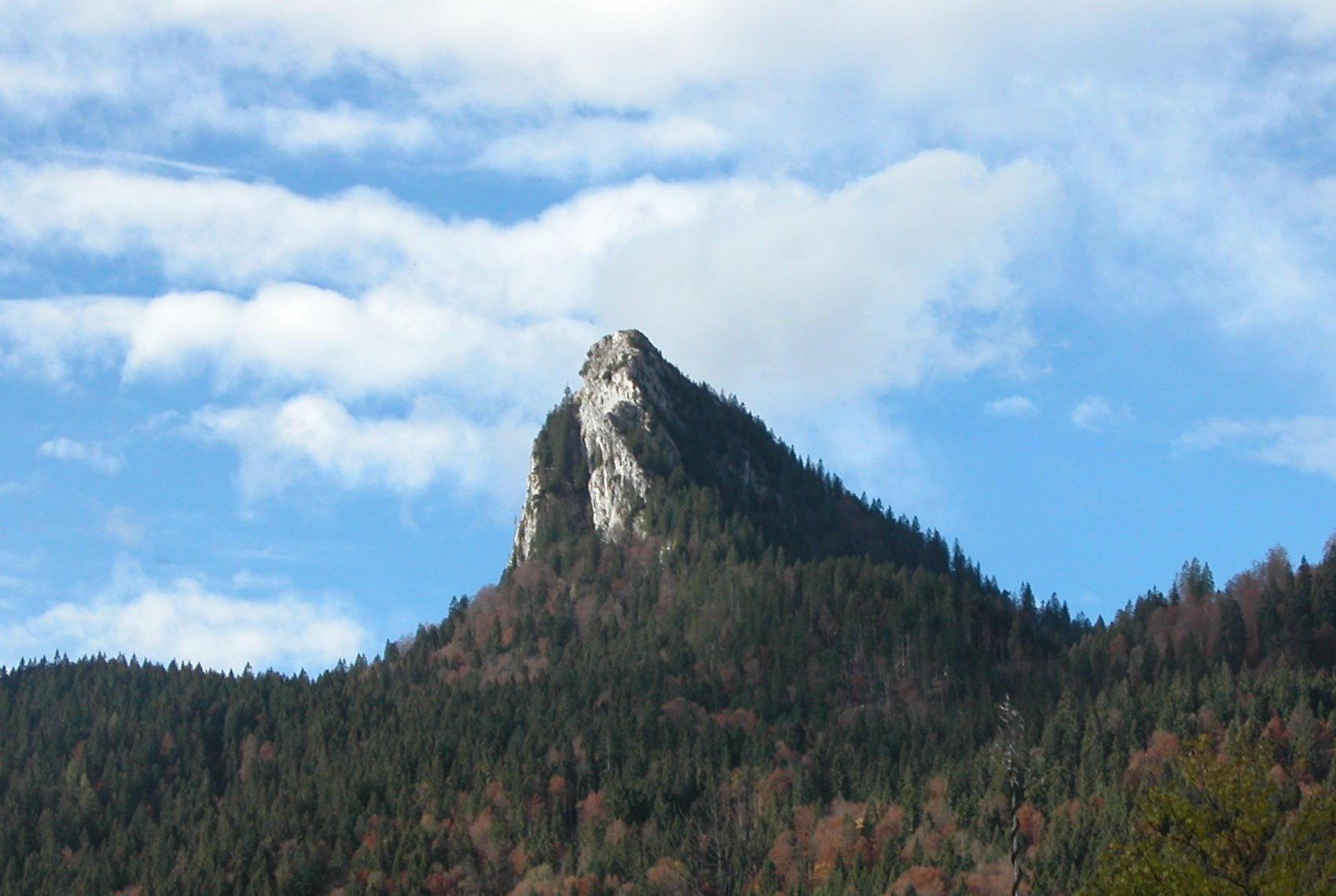

47°38′13″N 11°42′58″E / 47.636969°N 11.716061°E
泰根塞山（德語：Tegernseer Berge），是德國的山峰，位於該國東南部，由巴伐利亞負責管轄，屬於北石灰岩山脈的一部分，最高點布勞山海拔高度1,862米，每年平均降雨量1,764毫米。